# Kathedrale von Córdoba (Argentinien)

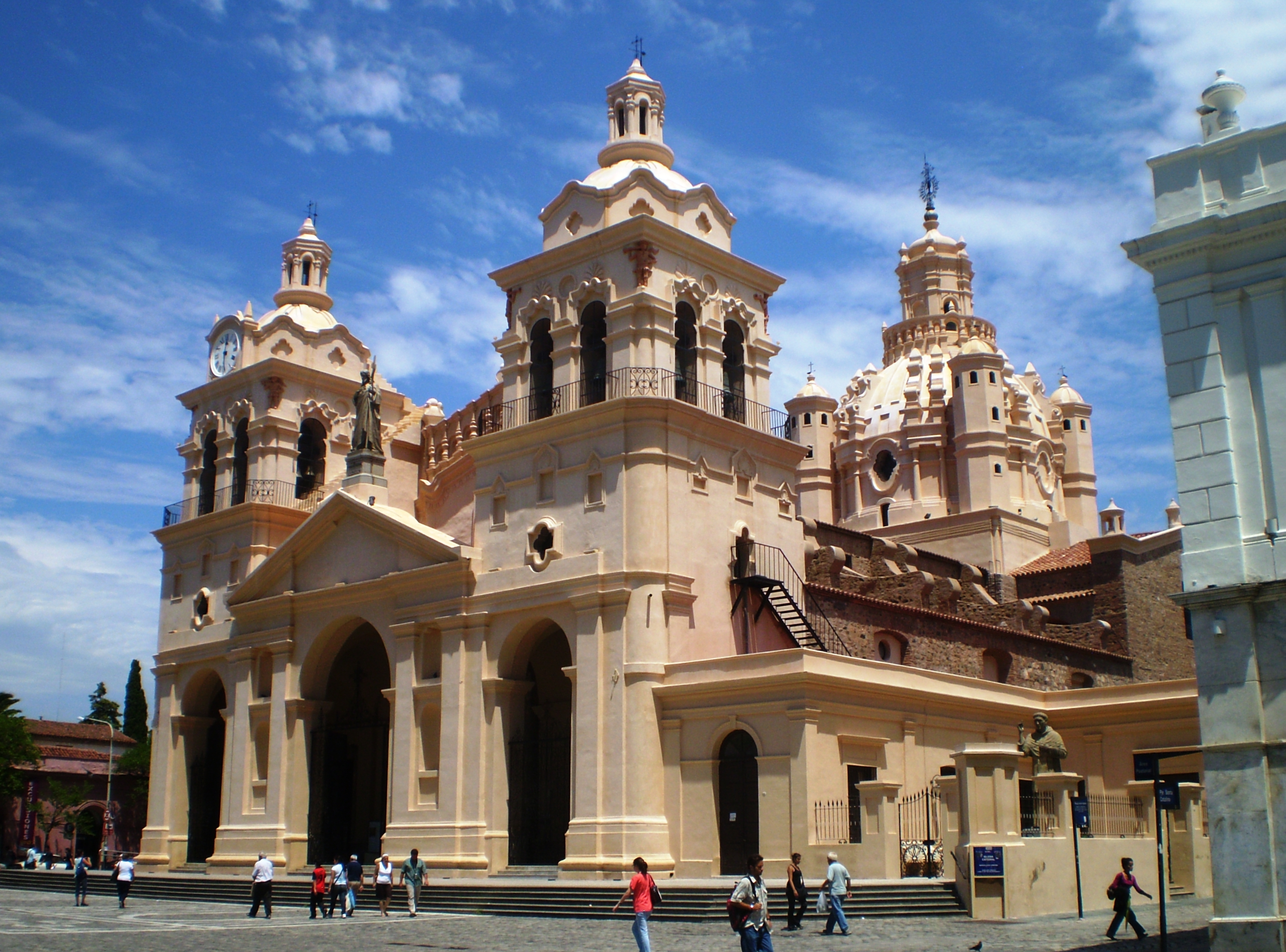
Kathedrale von Córdoba

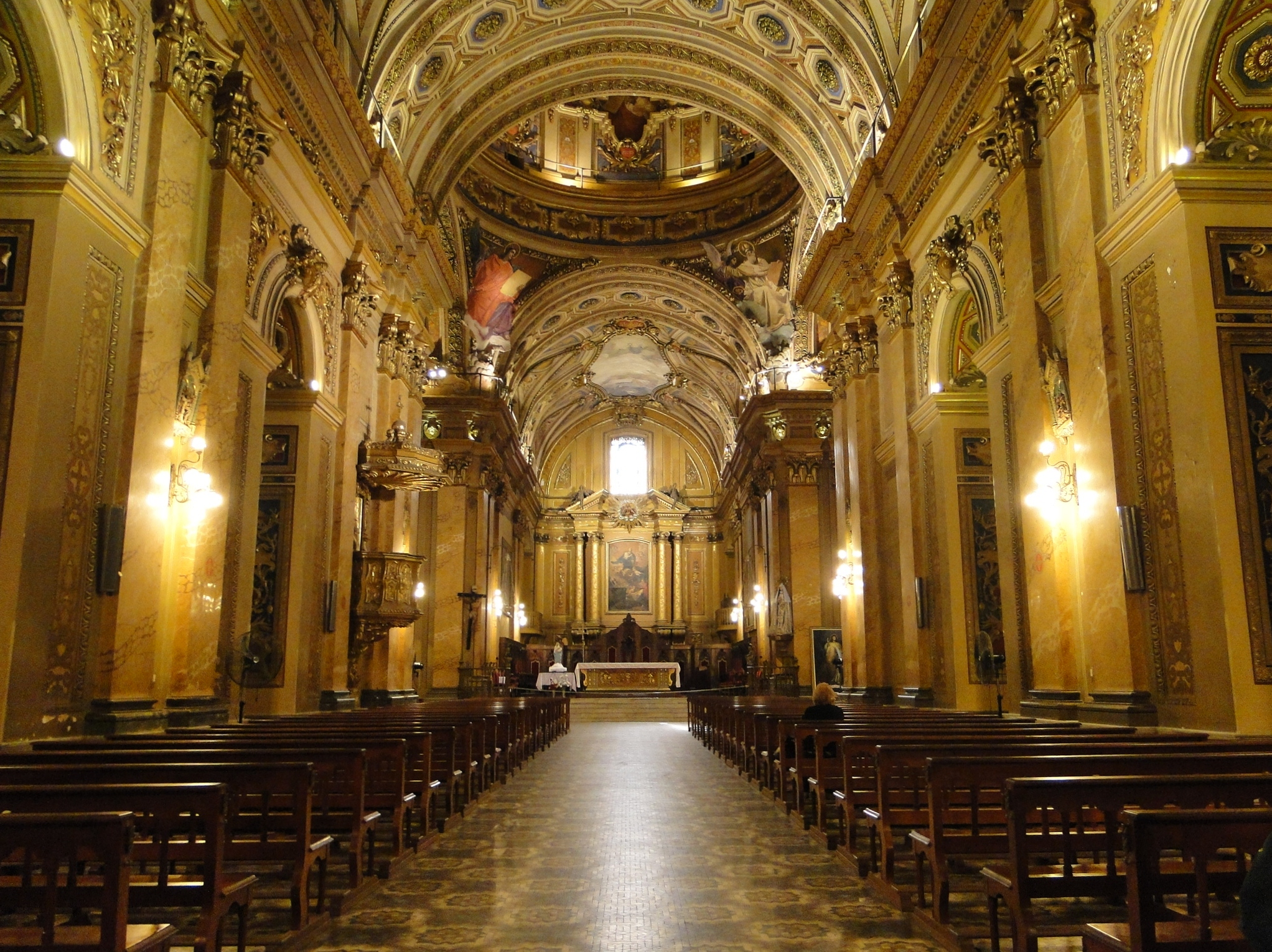
Langhaus

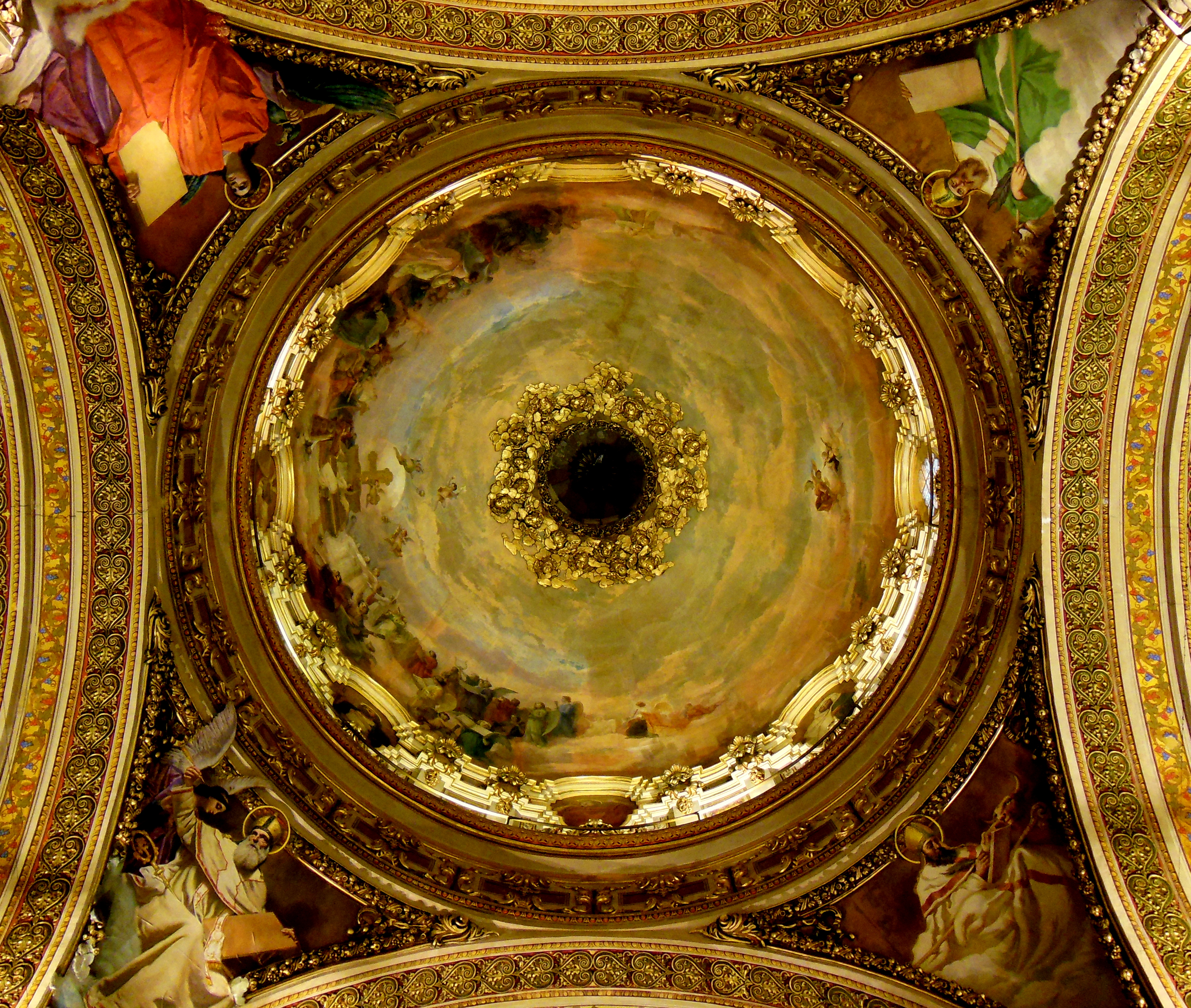
Vierungskuppel

Die römisch-katholische Kathedrale von Córdoba (spanisch Catedral de Nuestra Señora de la Asunción de Córdoba) in der Stadt Córdoba in Argentinien ist der Sitz des bereits im Jahr 1570 gegründeten Bistums Córdoba, dem ältesten des Landes. Der Kirchenbau wurde im Jahr 1941 als Monumento Histórico Nacional unter Denkmalschutz gestellt.

## Lage
Die annähernd 1,4 Millionen Einwohner zählende Stadt Córdoba befindet sich etwa 700 km (Fahrtstrecke) nordwestlich von Buenos Aires in einer Höhe von ca. 390 m. Die Kathedrale liegt im Zentrum der Stadt gegenüber der Plaza San Martín.

## Geschichte
Bereits im Jahr 1570 wurde Córdoba von Papst Pius V. zur Bischofsstadt erhoben; mit dem von Franziskanern und Jesuiten begleiteten Bau der heutigen Kathedrale wurde zwölf Jahre später begonnen. Im Jahr 1677 stürzten Teile des noch unvollendeten Baues ein. Knapp 30 Jahre später (1706) wurde die Kathedrale vorläufig geweiht, doch sowohl die Fassade als auch die Vierungskuppel wurden noch in den Jahren vor 1758 hinzugefügt bzw. neugestaltet; die beiden Turmaufsätze waren erst 1787 fertiggestellt. Im Jahr 1935 wurde das Bistum von Papst Pius XII. zum Erzbistum erhoben.

## Architektur
Die dreiportalige Fassade ist nach einem Triumphbogenschema gestaltet; vor der eigentlichen Kirche befindet sich eine Art Narthex mit von Laternen überhöhten Glockenturmaufsätzen (campanarios), die jedoch insgesamt gedrungen wirken. Der Kuppelaufbau über der Vierung mitsamt seiner Laterne ist stark durchgegliedert und insgesamt sehr repräsentativ.
Das dreischiffige Innere der Kirche ist im Aufriss basilikal gestaltet, denn die Seitenschiffe sind deutlich niedriger als das tonnengewölbte und mit Stichkappen versehene Mittelschiff. Die Vierung ist nochmals deutlich erhöht und durch einen Fensterkranz im Tambour eigenständig belichtet. In den Pendentifs finden sich Darstellungen der vier Kirchenväter. Viele sichtbare Bauteile sind aus Stuck gefertigt und wurden anschließend bemalt.